# Vaires-sur-Marne
Vaires-sur-Marne is een gemeente in het Franse departement Seine-et-Marne (regio Île-de-France) en telt 11.772 inwoners (1999). De plaats maakt deel uit van het arrondissement Torcy.
Het recreatiecentrum Île de loisirs de Vaires-Torcy ligt deels op het grondgebied van de gemeente.

## Geografie
De oppervlakte van Vaires-sur-Marne bedraagt 6,0 km², de bevolkingsdichtheid is 1962,0 inwoners per km².

## Verkeer en vervoer
In de gemeente ligt het spoorwegstation Vaires-Torcy.
De onderstaande kaart toont de ligging van Vaires-sur-Marne met de belangrijkste infrastructuur en aangrenzende gemeenten.

## Demografie
Onderstaande figuur toont het verloop van het inwonertal (bron: INSEE-tellingen).

## Sport
In Vaires-sur-Marne bevindt zich een roeibaan die is aangewezen voor het roeitoernooi van de Olympische Spelen in Parijs van 2024.